# International Solidarity Movement
International Solidarity Movement (su acrónimo es ISM; en árabe: حركة التضامن العالمية‎; en español: Movimiento de Solidaridad Internacional) es un movimiento liderado por palestinos centrado en ayudar a la causa palestina en el conflicto palestino-israelí. El ISM se dedica únicamente al uso de protestas y métodos no violentos. La organización hace un llamamiento a la población civil de todo el mundo para que participe en actos de protestas no violentas contra el ejército israelí en Cisjordania y la Franja de Gaza.

## Historia
Fue fundada en 2001 por Ghassan Andoni, un activista palestino; Neta Golan, activista israelí de tercera generación; Huwaida Arraf, palestino-estadounidense; y George N. Rishmawi, activista palestino. Adam Shapiro, un estadounidense, se unió al movimiento poco después de su fundación y también es considerado a menudo uno de los fundadores.
Osama Qashoo también ha sido descrito como cofundador.
El grupo ha sido espiado por el Estado británico y un miembro del Equipo de Demostración Especial, 'Rob Harrison', se infiltró en el movimiento desde 2004 hasta 2007. 

## Costes de voluntariado
Según el sitio web del ISM, los voluntarios internacionales que se unen al ISM son responsables de pagar sus propios gastos y cubrir todos sus gastos en Palestina.

## Filosofía
La organización hace un llamamiento a la población civil de todo el mundo para que participe en actos de protestas no violentas contra el ejército israelí en Cisjordania y la Franja de Gaza. Ha sido criticado por trabajar junto a otros grupos para presionar a los artistas palestinos para que boicoteen la Cumbre por la Paz One Voice  y por ayudar a socavar la Cumbre mediante la creación de un evento competitivo. El ISM y los grupos afiliados críticos con la Cumbre dicen que One Voice no apoya plenamente los derechos palestinos garantizados por el Derecho internacional.

### La posición del ISM sobre la violencia
El sitio web del ISM describe a la organización como un "movimiento liderado por palestinos comprometido con la resistencia a la ocupación israelí de tierras palestinas utilizando métodos y principios no violentos de acción directa". Enfatiza que los voluntarios internacionales no están allí para "enseñar resistencia no violenta", sino para apoyar la resistencia a través de la acción directa no violenta, la movilización de emergencia y la documentación.

Un artículo en el periódico británico The Daily Telegraph llamó al ISM "el grupo 'pacifista' que abraza la violencia" porque su declaración de misión reconoce la "lucha armada" como el "derecho" de los palestinos. La declaración en cuestión está tomada de la Declaración de Misión del ISM:
Tal como está consagrado en el derecho internacional y en las resoluciones de la ONU, reconocemos el derecho palestino a resistir la violencia y la ocupación israelíes a través de la lucha armada legítima. Sin embargo, creemos que la no violencia puede ser un arma poderosa en la lucha contra la opresión y estamos comprometidos con los principios de la resistencia no violenta.
ISM explica con más detalle en su sitio web:
El ISM no apoya ni aprueba ningún acto de terrorismo, lo que no es una lucha armada legítima. El ISM no asocia, apoya ni tiene nada que ver con la resistencia armada o violenta a la ocupación. El ISM no ayuda ni participa en ningún tipo de resistencia armada, sea cual sea la forma que adopte.Este derecho a resistir la ocupación se aplica no sólo al pueblo palestino, sino a todos los pueblos que se enfrentan a una ocupación militar. El ISM considera a todas las personas como iguales con los mismos derechos en virtud del derecho internacional. Creemos que la acción no violenta es un arma poderosa en la lucha contra la opresión y estamos comprometidos con los principios de la resistencia no violenta.
Durante una entrevista en la CNN. a Paula Zah, Adam Shapiro y Huwaida Arraf, les preguntaron sobre un artículo del que habían sido coautores y que afirmaba: "La resistencia palestina debe asumir una variedad de características, tanto violentas como no violentas. Pero lo más importante es que debe desarrollar una estrategia que involucre ambos aspectos. La resistencia no violenta no es menos noble que llevar a cabo una operación suicida". Señaló que "algunas personas podrían llevar a la conclusión de que usted estaba promoviendo un atentado suicida". Shapiro y Arraf respondieron:
El artículo que escribimos fue en realidad en respuesta a otro artículo escrito por un palestino, que dijo que los palestinos no podían ser no violentos. Y por lo tanto, estábamos abordando en el contexto del debate sobre si los palestinos podían usar la violencia o no podían usar la no violencia o podían usar la no violencia. Así fue, en primer lugar, dentro de ese contexto...Ya hay violencia. No lo estamos defendiendo. Ya está ahí. Está en el suelo. Estamos trabajando con personas y con palestinos que quieren promover la no violencia, y ese fue el contexto de todo el artículo.

### Tácticas de activismo
Las campañas anteriores del ISM han utilizado las siguientes tácticas:
- Actuar para disuadir operaciones militares. Algunos voluntarios del ISM se oponen al uso del término escudo humano para describir su trabajo porque, argumentan, en un contexto palestino la expresión suele referirse al uso forzado de palestinos cautivos por parte de las Fuerzas de Defensa de Israel (FDI) cuando registran barrios palestinos. Argumentan que es mucho más probable que las FDI disparen contra civiles palestinos de piel más oscura que contra activistas blancos de apariencia occidental, dada la diferencia en la respuesta internacional. Esta táctica se conoce coloquialmente como la "defensa de la cara blanca".
- Acompañar a los palestinos para minimizar el hostigamiento perpetrado por los colonos o soldados israelíes, por ejemplo, garantizando que las colas en los puestos de control israelíes se procesen de manera eficiente y proporcionando testigos e intermediarios durante las cosechas anuales de aceitunas, que a menudo son interrumpidas por los colonos y la policía.
- Eliminación de obstáculos. Se trata de grandes montículos de tierra y hormigón no tripulados en las carreteras de toda la Cisjordania, y a veces colocados en las entradas de las aldeas palestinas por las FDI, aislando así a los habitantes de esas aldeas impidiendo el tráfico de entrada o salida. Intentar bloquear vehículos militares como tanques y  excavadoras.
- Violar las órdenes de toque de queda impuestas por Israel en zonas palestinas con el fin de vigilar las acciones militares israelíes, entregar alimentos y medicinas a los hogares palestinos o escoltar al personal médico para ayudar a facilitar su trabajo.
- Interferir en la construcción de la barrera de Cisjordania y colocar grafitis políticos en el muro.
- Entrar en zonas designadas como "zonas militares cerradas" por el ejército israelí. Esto no es realmente una "estrategia" como tal, sino que es un requisito previo para que el ISM pueda llevar a cabo muchas de las actividades mencionadas, ya que las áreas en las que el ISM está activo a menudo son designadas sumariamente como "zonas militares cerradas" por las FDI.
- Intentar romper el bloqueo israelí de la Franja de Gaza apoyando y participando en iniciativas para enviar buques a Gaza a través del bloqueo naval.

## Actuaciones del ISM destacadas
- El ISM recibió una amplia cobertura mediática de su presencia en el complejo de Yasser Arafat en Ramala  y en la Iglesia de la Natividad en Belén .
- El 8 de agosto de 2006, el activista del ISM Adam Shapiro anunció que un grupo de activistas del ISM estaba viajando al sur del Líbano para intentar entregar ayuda y mostrar solidaridad con los residentes que sufren.
- El ISM fue nominado para el Premio Nobel de la Paz de 2004 por Svend Robinson, exmiembro del Parlamento de Canadá del Nuevo Partido Demócrata.[12]
- El cofundador Ghassan Andoni fue nominado para el Premio Nobel de la Paz en 2006 junto con Jeff Halper del Comité Israelí contra las Demoliciones de Casas por el Comité de Servicio de los Amigos Estadounidenses.[13]

## Víctimas de miembros del ISM en Palestina e Israel

### Cronología de las víctimas  miembros del ISM

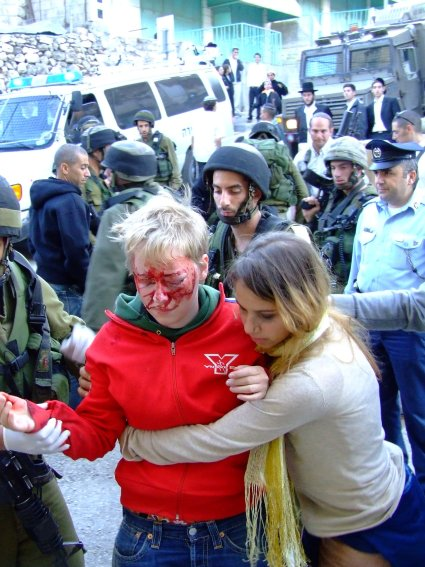
Voluntario sueco del ISM de 19 años herido por colonos israelíes en Hebrón en noviembre de 2006.

- El 2 de abril de 2002 la voluntaria australiana del ISM Kate Edwards sufrió graves heridas internas a causa de las balas disparadas por las fuerzas israelíes durante una protesta en Beit Jala   El incidente fue captado en video y aparece en el documental de la cineasta palestina Leila Sansour, Jeremy Hardy vs the Israeli Army.[14][15]
- El 22 de noviembre de 2002 Caoimhe Butterly, una voluntaria irlandesa del ISM, fue herida de bala por las FDI en Yenin,[16] minutos antes de que el director del proyecto de socorro de la UNRWA, el británico Iain Hook, fuera asesinado cerca.[17]
- El 16 de marzo de 2003 Rachel Corrie, voluntaria del ISM estadounidense, fue asesinada cuando intentaba bloquear una excavadora blindada de las FDI. Véase más abajo.
- El 5 de abril de 2003 el voluntario estadounidense del ISM Brian Avery recibió un disparo en la cara y quedó desfigurado permanentemente por el fuego de ametralladora de un vehículo blindado de transporte de personal de las FDI mientras escoltaba al personal médico palestino en la calle.
- El 11 de abril de 2003 el voluntario británico del ISM Thomas Hurndall sufrió muerte cerebral clínica después de recibir un disparo en la cabeza por parte de un soldado de las FDI. Inicialmente, el soldado afirmó que el disparo se produjo durante un tiroteo armado entre soldados israelíes y militantes palestinos, pero el soldado procesado admitió más tarde haberle disparado "como medida disuasoria".[18] Hurndall murió el 13 de enero de 2004. A principios de 2009 se informó que la familia aceptó un pago de 1,5 millones de libras esterlinas y dijo que "el acuerdo era lo más cerca que podían estar de una admisión de culpabilidad por parte de Israel"[19]
- El 6 de septiembre de 2007 el activista del ISM Akram Ibrahim Abu Sba fue asesinado por miembros de la Jihad Islámica en el norte de Yenín[20]
- El 13 de marzo de 2009 el manifestante estadounidense Tristan Anderson resultó gravemente herido cerca de Nil'in cuando recibió un disparo de una lata de gas lacrimógeno durante un enfrentamiento entre manifestantes y tropas de las FDI sobre la barrera de seguridad de Cisjordania.  [21][22][23][24][25][26]
- El 24 de abril de 2010 Bianca Zammit, activista maltesa de 28 años, recibió un disparo de munición real en el muslo por parte de soldados israelíes de las fuerzas de ocupación de las FDI, durante una manifestación en la llamada "zona de amortiguamiento" dentro de la Franja de Gaza. Dos manifestantes palestinos también recibieron disparos durante la misma manifestación en el campo de refugiados de Al Maghazi [27][28]
- El 31 de mayo de 2010 Emily Henochowicz, una estudiante de arte de 21 años de Maryland, perdió su ojo izquierdo cuando fue alcanzada por un bote de gas lacrimógeno mientras protestaba cerca del puesto de control de Qalandiya. Otro voluntario del ISM que se encontraba en el lugar afirmó que los soldados israelíes habían apuntado deliberadamente a Henochowicz.[29][30]
- El 14 de abril de 2011 el activista italiano Vittorio Arrigoni fue secuestrado, torturado y asesinado en Gaza por el grupo salafista palestino Jahafil Al-Tawhid Wal-Jihad fi Filastin. El asesinato fue condenado por varias facciones palestinas.[31]

##### Asesinatos

###### Rachel Corrie

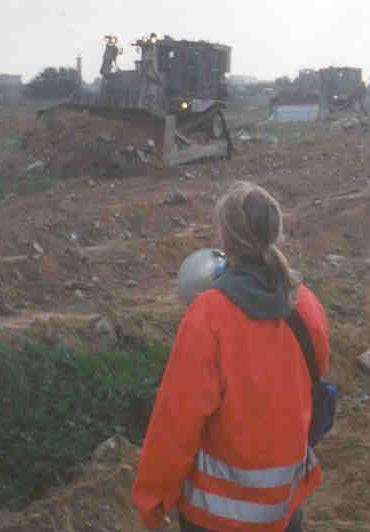
Rachel Corrie ante los bulldozers israelíes Caterpillar D9 de las FDI

Rachel Corrie, voluntaria del ISM, fue asesinada cuando intentaba bloquear una excavadora de las Fuerzas de Defensa de Israel  (FDI) que realizaba operaciones militares en Rafah, en la Franja de Gaza el 16 de marzo de 2003. Una investigación interna de las FDI concluyó que la muerte de Corrie fue un accidente, pero los testigos oculares del ISM cuestionan esta versión, afirmando que el conductor de la excavadora golpeó deliberadamente a Corrie mientras protestaba a plena vista. Las FDI dicen que las cintas del suceso muestran a Corrie por debajo del nivel de los ojos del conductor y también dicen que el nivel de ruido era demasiado alto para que se escuchara a  Corrie. Las actividades de la excavadora que estaba bloqueando también están sujetas a desacuerdo: el ISM afirma que se estaba preparando para demoler la casa de un farmacéutico palestino. Otros relatos respaldados por las imágenes de la película afirman que la excavadora no estaba cerca de la casa, sino que estaba retirando arbustos que cubrían una estructura que podría usarse como túnel de contrabando de armas o para cubrir a los terroristas que disparaban contra las FDI.
George Rishmawi, del ISM, dijo al San Francisco Chronicle que: "Cuando los palestinos son tiroteados por soldados israelíes, ya nadie está interesado. Pero si algunos de estos voluntarios extranjeros son tiroteados o incluso asesinados, entonces los medios de comunicación internacionales se sentarán y tomarán nota.
Los padres de Corrie presentaron demandas en Estados Unidos e Israel, pero en ambos casos perdieron la demanda. En Israel, en agosto de 2012, el tribunal dijo que Corrie podría haber evitado el peligro. El tribunal dictaminó que Israel no tuvo la culpa de la muerte de Corrie, y que no hubo intención ni negligencia en su muerte. El juez también dijo que la investigación de Israel era apropiada y no contenía errores. El juez también criticó a Estados Unidos por no enviar a un representante diplomático para observar la autopsia de Corrie.

###### Tom Hurndall
El 11 de abril de 2003 el soldado de las Fuerzas de Defensa de Israel (FDI), el sargento Taysir Hayb, disparó en la cabeza al voluntario del Movimiento de Solidaridad Internacional (ISM) Tom Hurndall. Hurndall, que había estado ayudando a los palestinos en Gaza, murió a causa de su herida en enero de 2004. Hurndall estaba desarmado, vestido con la chaqueta naranja brillante del ISM, y alejando a dos niños palestinos de una ametralladora montada en un tanque israelí que disparaba en su dirección.
Hayb afirmó que había disparado contra un hombre vestido con uniforme militar que disparaba a los soldados con una pistola, en la zona de seguridad prohibida. Esto estaba en desacuerdo con la versión del ISM, confirmada por pruebas fotográficas.
Posteriormente, Hayb admitió haber inventado su relato de los hechos. El 10 de mayo de 2004 comenzó el juicio de Hayb por un cargo de homicidio involuntario por la muerte de Tom Hurndall, dos cargos de obstrucción a la justicia, un cargo cada uno de presentar falso testimonio, obtener falso testimonio y comportamiento impropio. La familia de Hurndall presionó para que se presentara un cargo de asesinato ante los tribunales israelíes.  En agosto de 2005 Taysir Hayb fue declarado culpable de homicidio y sentenciado a un total de ocho años de prisión, siete años por el homicidio de Hurndall y un año por obstrucción de la justicia.

#### Lesiones

###### Kate Edwards
La voluntaria australiana del ISM Kate Edwards sufrió heridas internas por una bala en Beit Jala. Ella y otros voluntarios marcharon en las líneas israelíes. Después del suceso, Kate Edwards fue citada diciendo: "Estábamos subiendo la colina desde Belén cuando un tanque bajó la colina hacia nosotros. Pude ver a un hombre en el tanque y nos gritaba que volviéramos. Seguimos adelante".

##### Caoimhe Butterly
Caoimhe Butterly, voluntaria irlandesa del ISM y activista de derechos humanos, recibió un disparo en el muslo de un soldado israelí durante la batalla de Jenin.

###### Brian Avery
El 5 de abril de 2003 soldados de las Fuerzas de Defensa de Israel en un convoy militar dispararon a Brian Avery (nacido en 1979) en la cara, desfigurándolo gravemente, mientras se ofrecía como voluntario para el ISM en la ciudad cisjordana de Yenín. Llevaba chalecos reflectantes rojos con la palabra "doctor" en inglés y árabe. Las FDI se negaron a ordenar una investigación, diciendo que no había pruebas de que sus soldados hubieran disparado contra nadie ese día. Avery demandó y en noviembre de 2008 aceptó un acuerdo de 150.000 dólares del gobierno israelí a cambio de retirar la demanda.

###### Tristán Anderson
El 13 de marzo de 2009 el voluntario estadounidense del ISM Tristan Anderson resultó gravemente herido tras ser alcanzado en la cabeza por un bote de gas lacrimógeno disparado por las tropas israelíes que intentaban dispersar una manifestación. Anderson fue llevado a un hospital en Israel, donde se sometió a una cirugía cerebral, y tuvieron que extirparle una parte del lóbulo frontal y fragmentos de hueso destrozado. Gabrielle Silverman (israelí-estadounidense), voluntaria de ISM y novia de Tristan, quien fue testigo de su lesión
"Estábamos en una manifestación contra el muro, contra el muro del apartheid israelí en la aldea cisjordana de Ni'lin, que está a unos veintiséis kilómetros al oeste de Ramala. Yo estaba muy cerca de él cuando le dispararon. Estaba a solo unos metros de distancia. La manifestación se había prolongado durante varias horas. Estaba terminando; Ya casi había terminado. La mayoría de la gente ya se había ido a casa. Estábamos parados en un césped cerca de una mezquita del pueblo, y Tristan estaba tomando fotos [cuando] le dispararon en la cabeza con el bote de gas lacrimógeno de largo alcance.

##### Bianca Zammit
El 24 de abril de 2010 Bianca Zammit, activista maltesa de 28 años, recibió un disparo de munición real en el muslo por parte de soldados de Tzáhal durante una manifestación en la llamada "zona de amortiguamiento" dentro de la Franja de Gaza. Dos manifestantes palestinos también recibieron disparos durante la misma manifestación en el campamento de refugiados de Al Maghazi.

###### Abril 2012
El 14 de abril un grupo de al menos 200 activistas propalestinos viajaban en bicicletas y varios autobuses en una protesta silenciosa. Fueron detenidos por soldados israelíes antes de entrar en la autopista 90 y se les pidió que no continuaran por su propia seguridad. La legalidad de la acción de los manifestantes no está clara, ya que algunas agencias de noticias afirman que los ciclistas obtuvieron permiso para protestar, pero otras afirman que no se les dio permiso. Durante la hora siguiente, los activistas se negaron y bloquearon la entrada a una carretera, estalló una "refriega". En una entrevista concedida por uno de los miembros, declaró: "בשלב מסויים החלטנו לאתגר את החיילים ולנסות להמשיך בנסיעה" ("... en algún momento decidimos poner a prueba a los soldados y seguir moviéndonos") y al cabo de unos instantes habían sido asaltados.
En una entrevista para The Jerusalem Post: "Después de aproximadamente media hora, dijo, los ciclistas decidieron empujar a las FDI, y fue entonces cuando comenzó la violencia". Cuatro activistas sufrieron heridas en la cara y la espalda y tuvieron que ser evacuados a un hospital en Jericó, Cisjordania. Al día siguiente, ISM publicó un vídeo que mostraba a un oficial de las FDI golpeando a un manifestante danés en la cara con su rifle de asalto. El oficial de las FDI dijo que uno de los activistas en el incidente lo atacó con un palo y le rompió dos dedos. Las FDI dijeron que se trataba de un "incidente grave" y que estaban suspendiendo al oficial e investigando el incidente. El primer ministro israelí, Benjamín Netanyahu, el presidente Shimon Peres y el jefe del Estado Mayor General de las FDI, teniente general Benny Gantz condenó el incidente. NGO Monitor dijo que ISM "tiene un largo historial de alentar a los activistas a tomar 'acciones directas' que a menudo los pone en peligro y en confrontaciones directas con las FDI 

###### Fred Ekblad
El 25 de julio de 2014 el activista sueco Fred Ekblad sufrió una herida moderada en la cabeza causada por el bombardeo de un tanque israelí en el hospital Beit Hanoun en la Franja de Gaza.

### Víctimas del ISM a manos de militantes palestinos

#### Fallecidos

##### Akram Ibrahim Abu Sba'
El 6 de septiembre de 2007, Akram Ibrahim Abu Sba, miembro del comité regional del ISM en Yenin y "cofundador de una de las primeras presencias permanentes del ISM", fue asesinado en acto de servicio por militantes de la Yihad Islámica, mientras intentaba "suavizar las tensiones entre las fuerzas de seguridad palestinas y los miembros de la Yihad Islámica", en la ciudad palestina de Yenín. Akram fue enterrado en el cementerio del campo de refugiados de Yenín.

##### Vittorio Arrigoni
El 14 de abril de 2011 el activista italiano del ISM Vittorio Arrigoni  fue secuestrado, torturado  y ejecutado en la horca por un grupo salafista en la Franja de Gaza.

### Víctimas del ISM en Siria

#### Kayla Mueller
Mueller era originaria de Prescott, Arizona, donde se graduó de Tri-city College Prep High School. Asistió a la Universidad del Norte de Arizona en Flagstaff en el 2007. Trabajó como voluntaria durante tres años en la Coalición Salvemos Darfur. Su activismo por los derechos humanos incluyó su trabajo en la India y con refugiados tibetanos. Su trabajo en Oriente Medio  incluyó trabajar por los derechos de los palestinos con el Movimiento de Solidaridad Internacional y ayudar a los refugiados africanos en Israel con el Centro de Desarrollo de Refugiados Africanos.
Mueller comenzó a trabajar en el sur de Turquía en diciembre de 2012, donde ayudaba a los refugiados sirios. El 3 de agosto de 2013, condujo hasta la ciudad de Alepo, en el norte de Siria, con un compañero de trabajo y amigo que viajaba al hospital español de Médicos Sin Fronteras en Alepo para trabajar por un día. Trabajó con la agencia de ayuda internacional Apoyo a la Vida. Al salir de Alepo para regresar a Turquía, los militantes la secuestraron.
Según fuentes anónimas de Catherine Herridge, la ubicación de Mueller y otros rehenes estadounidenses fue conocida por la Casa Blanca en mayo de 2014, pero no se tomó una decisión sobre una misión de rescate hasta siete semanas después. Para entonces, los rehenes ya habían sido dispersados.
El 6 de febrero de 2015, un medio de comunicación afiliado al Estado Islámico de Irak y el Levante (EIIL) emitió un comunicado en el que afirmaba que una rehén estadounidense retenida por el grupo había muerto en uno de los cerca de una docena de ataques aéreos jordanos en Raqqa.
. La declaración se produjo pocos días después de la publicación de un video que muestra el asesinato del piloto de combate jordano teniente Muath al-Kaseasbeh, por parte del grupo militante y la posterior ejecución de Sajida al-Rishawi y otros prisioneros de Jordania. La declaración fue traducida más tarde por el SITE Intelligence Group, identificando al rehén como Mueller.
El 6 de febrero de 2015, el EIIL publicó una foto de un edificio dañado, llamado Mueller y su ciudad natal y alegó que había muerto en un ataque aéreo jordano en el edificio donde la dejaron sola sin guardias, pero no se proporcionó ninguna prueba de muerte. El Pentágono estuvo de acuerdo en que el edificio fue alcanzado por los atentados, pero negó que Mueller, o cualquier civil, estuviera dentro. El sitio había sido bombardeado por la coalición dos veces antes, y fue atacado nuevamente porque los soldados de ISIS a veces regresan a los sitios bombardeados, pensando que la coalición no regresará, según el portavoz del Pentágono, John Kirby. Después de esto, el nombre de Mueller fue dado a conocer por los medios estadounidenses y de otros países con el consentimiento de la familia.
El 10 de febrero de 2015, la familia de Mueller anunció que ISIS les había confirmado su muerte en un correo electrónico, con tres fotografías de su cadáver, magullado en la cara y con un hijab negro. La portavoz del Consejo de Seguridad Nacional. Bernadette Meehan, dijo que este mensaje fue autenticado por la comunidad de inteligencia. El presidente Barack Obama ofreció sus condolencias a la familia de Mueller.
El 26 y 27 de octubre de 2019, miembros del Comando Conjunto de Operaciones Especiales de Estados Unidos encontraron el escondite del líder de ISIS, Abu Bakr al-Baghdadi, en la gobernación de Idlib, en el norte de Siria,antes de que muriera por la explosión de un chaleco suicida. La operación fue bautizada como Operación Kayla Mueller por el presidente Donald J. Trump.

## Críticas y controversias

### Posición del Ministerio de Asuntos Exteriores de Israel
El Ministerio de Relaciones Exteriores de Israel informó que dos terroristas involucrados en el atentado suicida de Mike's Place forjaron "vínculos con activistas extranjeros de izquierda y miembros del Movimiento de Solidaridad Internacional (ISM)". El Ministerio de Relaciones Exteriores también dice que "los miembros del ISM participan activamente en acciones ilegales y violentas contra los soldados de las FDI. A veces, su actividad en Judea, Samaria y la Franja de Gaza está bajo los auspicios de organizaciones terroristas palestinas, y que a veces, "los miembros del ISM, que buscan entrar en Israel, a menudo lo hacen bajo falsos pretextos, a través de historias encubiertas -entrada para fines matrimoniales, turísticos, religiosos y otros- que coordinan antes de llegar a Israel". Sin embargo, el ISM informa que a los visitantes en la frontera que se identifican como voluntarios del ISM, casi siempre se les negará la entrada por el control fronterizo israelí.

### Caso Shadi Sukiya
El 27 de marzo de 2003, el palestino Shadi Sukiya fue arrestado por las Fuerzas de Defensa de Israel en el ISM Yenin. El gobierno israelí afirmó que Sukiya era un miembro de alto rango de la Yihad Islámica y que fue ayudado por dos activistas del ISM.
Ambas partes declararon que Sukiya llegó a la oficina del ISM mientras era perseguido por las calles de Yenin por soldados de las FDI durante un toque de queda impuesto por Israel. Según el relato del ISM, había estado yendo de puerta en puerta buscando un lugar al que ir, llegó al edificio (que también es utilizado por la Cruz Roja y Médicos Sin Fronteras) frío y mojado, y un voluntario del ISM le ofreció la oportunidad de secarse y calentarse.
En un principio, las FDI sugirieron que se habían encontrado dos fusiles de asalto Kalashnikov y una pistola en las instalaciones, pero posteriormente se retractaron de la acusación.
En mayo de 2003, Adam Shapiro, del ISM, declaró que Sukiya no había sido nombrado "terrorista de alto rango de la Yihad Islámica" por ninguna fuente oficial del ejército o del gobierno israelí, y que estaba detenido administrativamente en Israel sin ningún cargo.

### Vínculos con militantes palestinos
El gobierno israelí afirmó que la activista del ISM Susan Barclay tenía "vínculos con grupos terroristas palestinos". Dijo que trabajó con representantes de Hamás y de la Yihad Islámica en la organización de una protesta no violenta.
Según fuentes israelíes, los activistas del ISM mantienen vínculos con "terroristas palestinos", ayudándolos, interrumpiendo las actividades de las FDI y, en algunos casos, incluso atacando a soldados de las FDI.
"Israel dice que la conexión entre los activistas del ISM y los terroristas palestinos no es simplemente dormir en las casas de los terroristas. Según el Servicio de Seguridad de Israel (Shin-Bet ), algunos de los activistas mantienen conexiones con terroristas y actúan para interrumpir las operaciones de las FDI en los territorios. En un caso, los activistas del ISM expusieron una emboscada tendida por las FDI después de iluminarla con linternas. En julio, dos activistas del ISM atacaron a soldados en el puesto de control de Beit-Pourik. Un oficial de las FDI dice que en varios casos los activistas del ISM abrieron rutas a los palestinos yendo primero a comprobar si había un puesto de control militar en el camino.
Richard David Hupper, activista del ISM, fue condenado en un tribunal de Estados Unidos por financiar ilegalmente a Hamás mientras trabajaba con el ISM. Hupper donó dinero que tenía la intención de utilizar para ayudar a las familias de los palestinos que habían sido detenidos o asesinados.

### Fallo de un tribunal israelí
En 2012, el juez israelí Oded Gershon dictaminó sobre el ISM que "de hecho, la organización abusa de los derechos humanos y el discurso moral para difuminar la gravedad de sus acciones, que se manifestaron de facto como violencia". También dictaminó que los activistas del ISM proporcionaban ayuda financiera, logística y moral a los terroristas.

## Otras lecturas
- Ghassan Andoni; Huwaida Arraf; Nicholas Blincoe; Hussein Khalili; Marissa McLaughlin; Radhika Sainath; Josie Sandercock, eds. (2004). Peace Under Fire: Israel, Palestine and the International Solidarity Movement. Editorial Verso. ISBN 9781844675012.